# Coupe d'Europe des nations d'athlétisme 1970
Navigation
CE des nations 1967 CE des nations 1973
La 3e coupe d'Europe des nations d'athlétisme se déroule à Stockholm en Suède les 29 et 30 août 1970 pour l'épreuve masculine et le 22 août 1970 à Budapest en Hongrie pour l'épreuve féminine.
Afin que la Coupe d’Europe ne coïncide pas avec les Championnats d'Europe d'athlétisme, la compétition modifia son échéance biennale à un format triennal qui ne dura que pour deux éditions, 1970 et 1973, les Championnats d’Europe ayant retrouvé leur périodicité quadriennale en 1974.
La République démocratique allemande s'impose dans les 2 épreuves. Le faible résultat du Royaume-Uni s'explique par l'organisation des Jeux du Commonwealth à Édimbourg, une semaine auparavant.

## Classement
| Place | Pays                 | Points |
| ----- | -------------------- | ------ |
| 1     | Allemagne de l'Est   | 102    |
| 2     | Union soviétique     | 92,5   |
| 3     | Allemagne de l'Ouest | 91     |
| 4     | Pologne              | 82     |
| 5     | France               | 77,5   |
| 6     | Suède                | 68     |
| 7     | Italie               | 47     |

| Place | Pays                 | Points |
| ----- | -------------------- | ------ |
| 1     | Allemagne de l'Est   | 70     |
| 2     | Allemagne de l'Ouest | 63     |
| 3     | Union soviétique     | 43     |
| 4     | Pologne              | 33     |
| 5     | Royaume-Uni          | 32     |
|       | Hongrie              | 32     |

## Résultats

### Hommes
| 100 m (vent : 1,0 m/s) | Zenon Nowosz 10 s 4                                                                       | Siegfried Schenke 10 s 5                                                                        | Gerhard Wucherer 10 s 5                                                                        |
| 200 m (vent : 5,8 m/s) | Siegfried Schenke 20 s 7 (w)                                                              | Jochen Eigenherr 20 s 9 (w)                                                                     | Zenon Nowosz 21 s 0 (w)                                                                        |
| 400 m | Jan Werner 45 s 9                                                                         | Jean-Claude Nallet 46 s 3                                                                       | Boris Savchuk 46 s 7                                                                           |
| 800 m | Yevgeniy Arzhanov 1 min 47 s 8                                                            | Franz-Josef Kemper 1 min 48 s 6                                                                 | Andrzej Kupczyk 1 min 48 s 7                                                                   |
| 1 500 m | Franco Arese 3 min 42 s 3                                                                 | Henryk Szordykowski 3 min 42 s 5                                                                | Jean Wadoux 3 min 42 s 6                                                                       |
| 5 000 m | Harald Norpoth 14 min 25 s 4                                                              | Gert Eisenberg 14 min 25 s 6                                                                    | Rashid Sharafetdinov 14 min 25 s 8                                                             |
| 10 000 m | Jürgen Haase 28 min 26 s 8 (CR)                                                           | Nikolay Sviridov 28 min 29 s 2                                                                  | Manfred Letzerich 28 min 40 s 0                                                                |
| 3 000 m steeple | Vladimir Dudin 8 min 31 s 6 (CR)                                                          | Ulrich Hobeck 8 min 36 s 0                                                                      | Kazimierz Maranda 8 min 38 s 0                                                                 |
| 110 m haies (vent : 0,5 m/s) | Guy Drut 13 s 7 (CR)                                                                      | Bo Forssander 14 s 0                                                                            | Günther Nickel 14 s 0                                                                          |
| 400 m haies | Jean-Claude Nallet 50 s 1 (CR)                                                            | Werner Reibert 51 s 0                                                                           | Dmitriy Stukalov 51 s 2                                                                        |
| 4 × 100 m | Allemagne de l'Est Hans-Jürgen Bombach Joachim Walther Hermann Burde Harald Eggers 39 s 4 | Pologne Stanislaw Wagner Tadeusz Cuch Edward Romanowski Zenon Nowosz 39 s 5                     | Allemagne de l'Ouest Günther Nickel Jochen Eigenherr Gerhard Wucherer Josef Schwarz 39 s 6     |
| 4 × 400 m | Pologne Jan Werner Edmund Borowski Jan Balachowski Andrzej Badenski 3 min 05 s 1          | Union soviétique Yevgeniy Borisenko Yuriy Zorin Boris Savchuk Aleksandr Bratchikov 3 min 06 s 3 | Allemagne de l'Est Rainer Friedich Andreas Scheibe Michael Zerbes Wolfgang Müller 3 min 07 s 1 |
| Saut en hauteur | Kenneth Lundmark 2,15 m (CR)                                                              | Valentin Gavrilov Gérard Lamy 2,13 m                                                            |                                                                                                |
| Saut à la perche | Wolfgang Nordwig 5,35 m (CR)                                                              | Renato Dionisi 5,20 m                                                                           | François Tracanelli 5,15 m                                                                     |
| Saut en longueur | Jack Pani 8,09 m                                                                          | Klaus Beer 8,07 m                                                                               | Josef Schwarz 7,99 m                                                                           |
| Triple saut | Jörg Drehmel 17,13 m (CR, NR)                                                             | Viktor Saneïev 17,01 m                                                                          | Józef Schmidt 16,65 m                                                                          |
| Lancer du poids | Hartmut Briesenick 20,55 m                                                                | Heinfried Birlenbach 19,54 m                                                                    | Pierre Colnard 19,44 m                                                                         |
| Lancer du disque | Ricky Bruch 64,86 m (CR)                                                                  | Hein-Direck Neu 61,40 m                                                                         | Vladimir Lyakhov 59,26 m                                                                       |
| Lancer du marteau | Anatoliy Bondarchuk 70,46 m                                                               | Uwe Beyer 69,46 m                                                                               | Reinhard Theimer 69,32 m                                                                       |
| Lancer du javelot | Wladyslaw Nikiciuk 82,46 m                                                                | Jānis Lūsis 81,74 m                                                                             | Klaus Wolfermann 80,90 m                                                                       |
| Records et Performances - AR : Record continental (area record) - CR : Record des championnats (championship record) - MR : Record du meeting (meet record) - NR : Record national (national record) - OR : Record olympique (olympic record) - PR : Record paralympique (paralympic record) - PB : Record personnel (personal best) - SB : Meilleure performance personnelle de la saison (season's best) - WL : Meilleure performance mondiale de l'année (world leader) - WJR : Record du monde junior (world junior record) - WR : Record du monde (world record) Circonstances et Conditions - DNF : N'a pas terminé (did not finish) - DNS : N'a pas pris le départ (did not start) - DQ : Disqualification (disqualification) - NM : Aucun essai valable enregistré (No Mark) - Q : Qualifié « directement » au prochain tour (ou à la prochaine compétition), lors d'une compétition majeure, grâce au classement ou à la réalisation des minima (automatic qualifier) - q : Qualifié au prochain tour (ou à la prochaine compétition), lors d'une compétition majeure, grâce au repêchage ou à la réalisation de l'une des meilleures performances parmi celles des « non qualifiés directement » (grâce au meilleur temps ou à la meilleure distance par exemple) (secondary qualifier) |                                                                                           |                                                                                                 |                                                                                                |

### Femmes
| 100 m (vent : 0,3 m/s) | Ingrid Mickler 11 s 3 (NR)                                                                  | Renate Meissner 11 s 4                                                                     | Györgyi Balogh 11 s 6                                                            |
| 200 m (vent : 0,2 m/s) | Renate Meissner 23 s 1                                                                      | Ingrid Mickler 23 s 3                                                                      | Györgyi Balogh 23 s 3                                                            |
| 400 m | Helga Fischer 53 s 2 (CR)                                                                   | Christel Frese 53 s 5                                                                      | Vera Popkova 54 s 0                                                              |
| 800 m | Hildegard Janze 2 min 04 s 9                                                                | Sheila Carey 2 min 05 s 3                                                                  | Barbara Wieck 2 min 05 s 4                                                       |
| 1 500 m | Ellen Tittel 4 min 16 s 3                                                                   | Gunhild Hoffmeister 4 min 16 s 5                                                           | Lyudmila Bragina 4 min 17 s 2                                                    |
| 100 m haies (vent : -0,4 m/s) | Karin Balzer 13 s 1                                                                         | Teresa Sukniewicz 13 s 2                                                                   | Margit Bach 13 s 7                                                               |
| 4 × 100 m | Allemagne de l'Ouest Elfgard Schittenhelm Annie Wilden Rita Jahn Ingrid Mickler 43 s 9 (CR) | Allemagne de l'Est Renate Meissner Christina Heinich Bärbel Schrickel Marion Wagner 44 s 5 | Hongrie Erszébet Bartos Judit Szabó Gyorgyi Balogh Katalin Papp 44 s 8           |
| 4 × 400 m | Allemagne de l'Est Helga Fischer Renate Marder Brigitte Rohde Monika Zehrt 3 min 37 s 0     | Allemagne de l'Ouest Christel Frese Christa Czekay Inge Eckhoff Heidi Gerhard 3 min 37 s 2 | Royaume-Uni Rosemary Stirling Maureen Tranter Val Peat Helen Golden 3 min 37 s 8 |
| Saut en hauteur | Rita Schmidt 1,84 m (CR)                                                                    | Antonina Lazareva 1,84 m (CR)                                                              | Karen Mack 1,76 m                                                                |
| Saut en longueur | Heide Rosendahl 6,80 m (NR, CR)                                                             | Ann Wilson 6,57 m                                                                          | Margrit Herbst 6,44 m                                                            |
| Lancer du poids | Nadezhda Chizhova 19,42 m                                                                   | Hannelore Friedel 18,01 m                                                                  | Ludwika Chewinska 17,01 m                                                        |
| Lancer du disque | Karin Illgen 61,60 m (CR)                                                                   | Liesel Westermann 61,44 m                                                                  | Tamara Danilova 57,84 m                                                          |
| Lancer du javelot | Ruth Fuchs 60,60 m (CR, NR)                                                                 | Daniela Jaworska 55,90 m                                                                   | Marite Saulite 54,52 m                                                           |
| Records et Performances - AR : Record continental (area record) - CR : Record des championnats (championship record) - MR : Record du meeting (meet record) - NR : Record national (national record) - OR : Record olympique (olympic record) - PR : Record paralympique (paralympic record) - PB : Record personnel (personal best) - SB : Meilleure performance personnelle de la saison (season's best) - WL : Meilleure performance mondiale de l'année (world leader) - WJR : Record du monde junior (world junior record) - WR : Record du monde (world record) Circonstances et Conditions - DNF : N'a pas terminé (did not finish) - DNS : N'a pas pris le départ (did not start) - DQ : Disqualification (disqualification) - NM : Aucun essai valable enregistré (No Mark) - Q : Qualifié « directement » au prochain tour (ou à la prochaine compétition), lors d'une compétition majeure, grâce au classement ou à la réalisation des minima (automatic qualifier) - q : Qualifié au prochain tour (ou à la prochaine compétition), lors d'une compétition majeure, grâce au repêchage ou à la réalisation de l'une des meilleures performances parmi celles des « non qualifiés directement » (grâce au meilleur temps ou à la meilleure distance par exemple) (secondary qualifier) |                                                                                             |                                                                                            |                                                                                  |

## Demi-finales

### Hommes
Les trois demi-finales, qualificatives pour la finale (les deux premières équipes), se sont déroulées les 1er et 2 août 1970 à Sarajevo, Helsinki et Zurich.
| Place | Pays                 | Points |
| ----- | -------------------- | ------ |
| 1     | Allemagne de l'Ouest | 97     |
| 2     | Italie               | 82,5   |
| 3     | Tchécoslovaquie      | 76     |
| 4     | Hongrie              | 65,5   |
| 5     | Yougoslavie          | 58     |
| 6     | Bulgarie             | 40     |

| Place | Pays               | Points |
| ----- | ------------------ | ------ |
| 1     | Allemagne de l'Est | 99     |
| 2     | Pologne            | 92     |
| 3     | Finlande           | 81     |
| 4     | Suède              | 65     |
| 5     | Norvège            | 48     |
| 6     | Belgique           | 35     |

| Place | Pays             | Points |
| ----- | ---------------- | ------ |
| 1     | France           | 97     |
|       | Union soviétique | 97     |
| 3     | Royaume-Uni      | 68     |
| 4     | Espagne          | 60     |
| 5     | Suisse           | 55     |
| 6     | Roumanie         | 42     |

### Femmes
Les trois demi-finales, qualificatives pour la finale (les deux premières équipes), se sont déroulées le 2 août 1970 à Berlin, Bucarest et Herford.
| Place | Pays               | Points |
| ----- | ------------------ | ------ |
| 1     | Allemagne de l'Est | 84     |
| 2     | Royaume-Uni        | 73     |
| 3     | Pays-Bas           | 58     |
| 4     | France             | 55     |
| 5     | Danemark           | 34     |
| 6     | Finlande           | 32     |
| 7     | Norvège            | 28     |

| Place | Pays             | Points |
| ----- | ---------------- | ------ |
| 1     | Union soviétique | 79     |
| 2     | Pologne          | 71     |
| 3     | Roumanie         | 66     |
| 4     | Italie           | 47     |
| 5     | Tchécoslovaquie  | 38     |
| 6     | Suisse           | 35     |
| 7     | Autriche         | 28     |

| Place | Pays                 | Points |
| ----- | -------------------- | ------ |
| 1     | Allemagne de l'Ouest | 74     |
|       | Hongrie              | 52     |
| 3     | Bulgarie             | 48     |
| 4     | Suède                | 46     |
| 5     | Yougoslavie          | 32     |
| 6     | Belgique             | 21     |

## Tour préliminaire

### Hommes
Trois tours préliminaires ont été nécessaires les 20 et 21 juin 1970, un à Barcelone, les autres à Vienne (Autriche) et à Reykjavik (Islande). Les deux premières équipes sont qualifiées pour les demi-finales. 
Il n'y a pas eu de tour préliminaire chez les femmes.
| Place | Pays             | Points |
| ----- | ---------------- | ------ |
| 1     | Espagne          | 64     |
| 2     | Roumanie         | 50     |
| 3     | Pays-Bas         | 44     |
| 4     | Royaume de Grèce | 41     |

| Place | Pays        | Points |
| ----- | ----------- | ------ |
| 1     | Yougoslavie | 68     |
| 2     | Bulgarie    | 59     |
| 3     | Autriche    | 47     |
| 4     | Luxembourg  | 23     |

| Place | Pays     | Points |
| ----- | -------- | ------ |
| 1     | Finlande | 81     |
| 2     | Belgique | 69     |
| 3     | Danemark | 60     |
| 4     | Irlande  | 53     |
| 5     | Islande  | 37     |